# Massacre de Qana de 1996

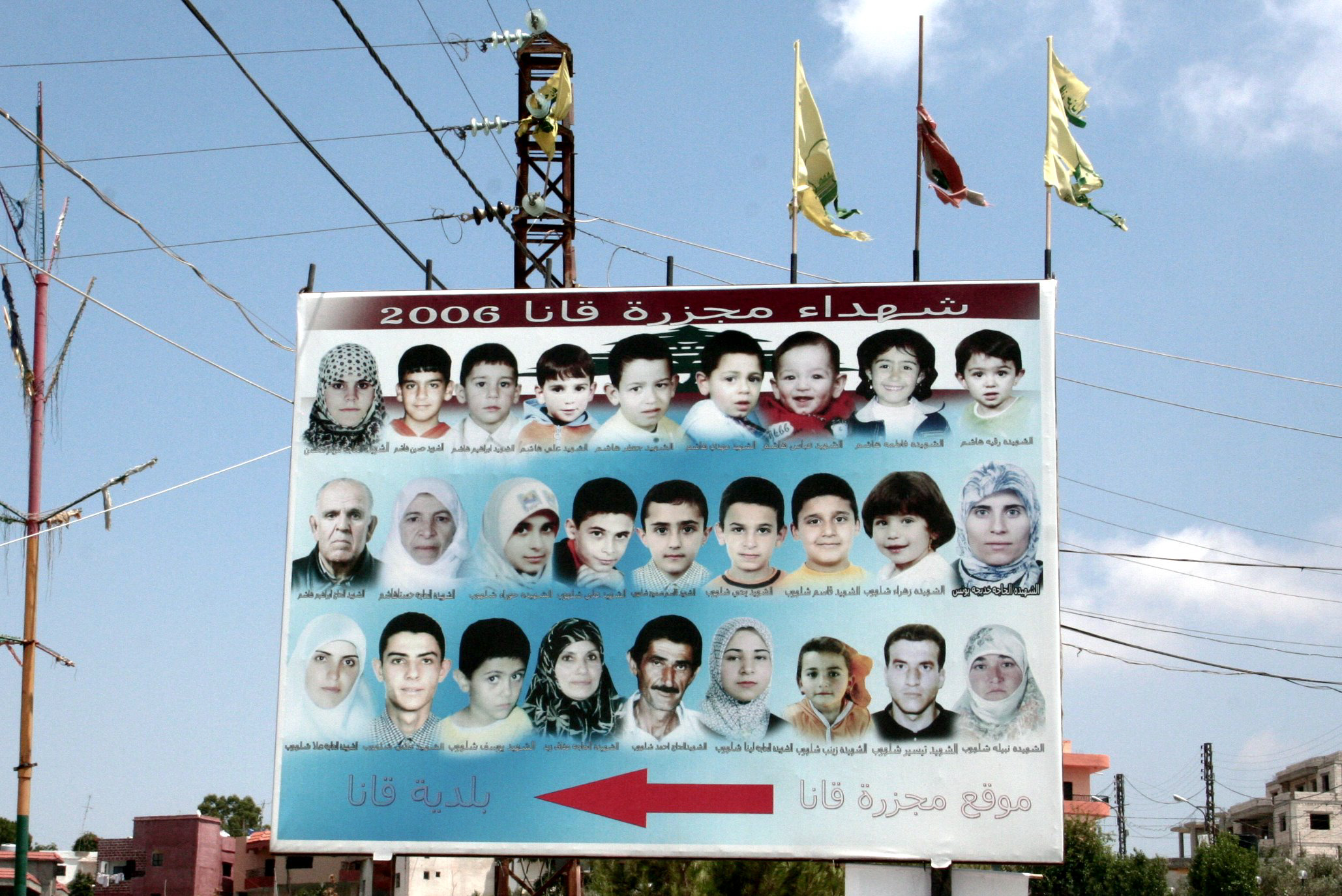
Cartell amb diversos morts durant l'atac.

La Massacre de Qana de 1996 va ser un dels incidents més greus del conflicte àrab-israelià, que va ocórrer en un camp de la Nacions Unides en el sud del Líban, on centenars de persones s'havien refugiat, i el 18 d'abril de 1996 un bombardeig de les Forces de Defensa d'Israel va produir la mort de cent civils.

## Fets
Entre l'11 d'abril i el 27 d'abril de 1996, Israel va llançar una campanya de bombardejos coneguda com a Operació Raïms de la Ira contra objectius terroristes situats en sòl libanès. L'objectiu d'aquesta operació era afeblir Hezbol·là.
El 18 d'abril en el curs d'aquesta operació un bombardeig de l'exèrcit israelià va matar a 100 civils refugiats en un camp de refugiats de l'ONU, situat a la ciutat de Qana en el sud del Líban.
El bombardeig va començar al voltant de les 14.00 hs i va durar una mica menys de 20 minutos.

## Reaccions
Israel va atribuir el bombardeig a un error tàctic a causa que elements armats del grup terrorista Hezbol·là es trobaven en les proximitats del camp. Els funcionaris israelians van dir que les forces israelianes desconeixien que un gran nombre de civils libanesos s'havia refugiat en el recinte de Qana i que tenien coneixement que milicians armats de Hezbol·là es trobaven a la zona. Van insistir que no era la política d'Israel d'atacar els civils o a les Nacions Unides. Per contra, les forces israelianes havien fet tot el possible per evitar la pèrdua de vides innocents. Les autoritats van expressar a les Nacions Unides la seva pesar per l'incident ocorregut en Qana i la pèrdua de vides civils.

## Informe de Nacions Unides
Segons l'informe de Nacions Unides, tres militants de Hezbol·là havien entrat al camp de refugiats aquest dia per visitar als seus familiars.
Segons Israel, dites milicianes havien estat disparant coets Katyusha i morters contra objectius isarelíes des de les proximitats del camp i per això els havien bombardejat, sense saber que allí es trobaven punts civils. A més va acusar als milicians d'utilitzar civils com a escuts humans.
Els testimoniatges indicaven que, malgrat la negació de les autoritats, dos helicòpters israelians sobrevolaven l'entorn al moment del bombardeig. Un enregistrament filmat per un soldat casc blau de les Illes Fiji va mostrar que un vehicle a control remot es trobava sobre el camp. Israel va afirmar que el camp de visió de l'avió teledirigit era limitat i no permetia veure el que passava en el camp.
L'informe de l'ONU va suggerir que el patró dels impactes era incompatible amb l'objectiu declarat per les forces israelianes i que no va haver-hi impactes al segon àrea que les forces israelianes afirmaven era l'objectiu.
Una de les conclusions de la comissió de recerca de l'ONU va ser que, si bé la possibilitat d'un error tècnic de tir no podia ser descartada, era improbable que el bombardeig fora a causa d'un error de procediment.
El 19 d'abril, el General de Levine va informar al General Wozniak de noves mesures adoptades per les forces israelianes per evitar que aquests fets tornin a repetir-se. L'informe de les Nacions Unides va recomanar que aquestes mesures fossin revisades i confirmades en el pla polític.
Israel va lamentar públicament «profundament la pèrdua de vides humanes», va assegurar haver «investigat a fons aquest tràgic incident» i va rebutjar l'informe de les Nacions Unides per considerar-ho esbiaixat, assegurant que no va ser la intenció matar civils.
Algunes setmanes després dels fets va ser signat un acord entre Hezbol·là i Israel sota els auspicis de França, Estats Units, Síria i el govern libanès, estipulant que les dues parts han d'abstenir-se d'atacar als civils.